# Väinö Huhtala
Väinö Veikko Sakari Huhtala (Siikajoki, 24 december 1935 - Jämsä, 18 juni 2016) was een Fins langlaufer. 

## Carrière
Huhtala won met de Finse ploeg de gouden medaille in de estafette tijdens de Olympische Winterspelen 1960 in het Amerikaanse Squaw Valley. Tijdens de wereldkampioenschappen van 1962 en de Olympische Winterspelen 1964 moest Huhtala genoegen nemen met de zilveren medaille op de estafette.

## Belangrijkste resultaten

### Olympische Winterspelen
| Editie | Plaats       | Resultaten                       |
| ------ | ------------ | -------------------------------- |
| 1960   | Squaw Valley | estafette · 13e 15 km            |
| 1964   | Innsbruck    | estafette · 4e 15 km · 14e 30 km |

### Wereldkampioenschappen langlaufen
| Jaar | Plaats       | Resultaten                       |
| ---- | ------------ | -------------------------------- |
| 1960 | Squaw Valley | estafette · 13e 15 km            |
| 1962 | Zakopane     | op de estafette                  |
| 1964 | Innsbruck    | estafette · 4e 15 km · 14e 30 km |